# فیلیپ لیوینگستون
فیلیپ لیوینگستون (Philip Livingston) (زادهٔ ۱۵ ژانویه ۱۷۱۶ – درگذشتهٔ ۱۲ ژوئن ۱۷۷۸)، تاجر و دولتمرد آمریکایی اهل نیویورک بود. او نماینده نیویورک در اولین کنگره قاره‌ای در اکتبر ۱۷۷۴ بود که در آنجا از اجرای تحریم‌های اقتصادی بر بریتانیای کبیر به عنوان یک راه برای فشار بر پارلمان بریتانیا، برای لغو مصوبه‌های تحمل‌ناپذیر، حمایت کرد. وی همچنین از سال ۱۷۷۵ تا ۱۷۷۸ نماینده دومین کنگره قاره‌ای بود و با امضای اعلامیه استقلال، یکی از بنیان‌گذاران ایالات متحده شد.

## اوایل زندگی
لیوینگستون در ۱۵ ژانویه ۱۷۱۶ در آلبانی نیویورک به دنیا آمد. او چهارمین پسر فیلیپ لیوینگستون (۱۶۸۶–۱۷۴۹) دومین لرد مانور و کاترین ون بروگ لیوینگستون دختر پیتر ون بروگ، شهردار آلبانی بود. وی همراه با برادرش، ویلیام لیوینگستون (۱۷۲۳–۱۷۹۰) در منطقه آلبانی بزرگ شد و زمان خود را در میان خانه شهری پدرش در آلبانی و عمارت اربابی در لینلیسگو، در محل اتصال رولیف جانسون کیل و رودخانه هادسون تقسیم کرد.

## حرفه
لیوینگستون در ۱۷۳۷ از کالج ییل فارغ‌التحصیل شد و به آلبانی بازگشت تا زیر نظر پدرش کارآموزی تجارت کند. او از طریق نفوذ پدرش، در دولت محلی آلبانی به عنوان کارمند، منصوب شد. سپس مقیم شهر نیویورک شد و واردات و تجارت با جزایر شکر بریتانیا در هند غربی را به‌صورت حرفه‌ای دنبال کرد. در طول جنگ شاه جورج (۱۷۴۴–۱۷۴۸)، لیوینگستون ثروت خود را تأمین و خصوصی‌سازی کرد. او همچنین به شدت در زمینه املاک و تجارت برده، فعال بود. او یک خانه شهری سنگی در خیابان دوک در منهتن و یک ملک به مساحت چهل جریب در بروکلین هایتس داشت. او تاجر شد و از ۱۷۵۴ تا ۱۷۶۲ به عنوان بخش‌دار قسمت شرقی، خدمت کرد.
لیوینگستون ترویج‌کننده تأسیس کالج کینگز (دانشگاه کلمبیا امروزی) بود و به سازماندهی کتابخانه عمومی نیویورک در ۱۷۵۴ کمک کرد. لیوینگستون در ۱۷۵۶ رئیس و عضو مؤسس اولین سازمان خیریه نیویورک، انجمن سنت اندرو بود و اولین اتاق بازرگانی را در ۱۷۷۰ تأسیس کرد. او همچنین یکی از اولین سرپرستان بیمارستان نیویورک بود.

### سیاست
در ۱۷۵۴، لیوینگستون به عنوان نماینده به کنگره آلبانی رفت. در آنجا، او با نمایندگان چند مستعمره دیگر برای مذاکره با ملت‌های بومی، همراه شد و در مورد طرح‌های مشترک برای مقابله با جنگ فرانسه و هند، گفتگو کردند. لیوینگستون یکی از ترویج کنندگان فعال درتلاش برای جمع‌آوری و تأمین بودجه سربازان در جنگ شد. بر اساس گفته سینتیا ای کیمر؛ او سهامدار شش شرکت خصوصی بود که او را به یکی از سرمایه‌گذاران اصلی مستعمره تبدیل می‌کرد.
او از ۱۷۶۳ تا ۱۷۶۹ به عنوان عضو مجلس نمایندگان استانی و در ۱۷۶۸ به عنوان سخنران، خدمت کرد. در اکتبر ۱۷۶۵، او در کنگره قانون تمبر شرکت کرد. این کنگره اولین اعتراض رسمی به پادشاهی بریتانیا را انجام داد که این اعتراض مقدمه‌ای برای انقلاب آمریکا شد. او برای ادامه ارتباط با رهبران مستعمرات دیگر و کمیته شصت شهر نیویورک، به کمیته مکاتبات شهر نیویورک پیوست. هنگامی که کنگره استانی نیویورک در ۱۷۷۵ تأسیس شد، او به عنوان رئیس آن انتخاب شد.
او به عنوان یکی از نمایندگان کنگره قاره‌ای انتخاب شد. برادرش ویلیام، وکیلی برجسته در نیوجرسی نیز از ۱۷۷۴ تا ژوئن ۱۷۷۶ نماینده کنگره قاره‌ای بود. در ژوئیه ۱۷۷۵، فیلیپ طومار شاخه زیتون را امضاء کرد که آخرین تلاش برای دستیابی به تفاهم، با پادشاهی بریتانیا بود. همانند بسیاری از میهن‌پرستان اولیه، او در ابتدا از جدایی کامل از کشور مادر (بریتانیا) حمایت نکرد، اما در نهایت خود را با مخالفان اقدامات تحمیل‌کننده استعمارگران بریتانیایی، همسو کرد. زمانی که بریتانیا شهر نیویورک را اشغال کرد، فیلیپ و خانواده‌اش به کینگستون در نیویورک، جاییکه او عمارت دیگری داشت، فرار کردند. پس از نبرد لانگ آیلند، ژنرال جورج واشینگتن و افسرانش در عمارت فیلیپ در بروکلین هایتس، یکدیگر را ملاقات کردند و تصمیم گرفتند جزیره را تخلیه کنند. پس از آن، بریتانیایی‌ها از خانه فیلیپ در خیابان دوک به عنوان پادگان و از عمارت وی در بروکلین هایتس به عنوان بیمارستان نیروی دریایی سلطنتی، استفاده کردند.
پس از تصویب قانون اساسی جدید استان نیویورک، وی در ۱۷۷۷ به عضویت سنای ایالت نیویورک برای بخش جنوبی منصوب شد، در حالی که همچنان در کنگره قاره‌ای حضور داشت. لیوینگستون از بیماری ورم رنج می‌برد و سلامتی او در ۱۷۷۸ بدتر شد.

## زندگی شخصی
در ۱۴ آوریل ۱۷۴۰، او با کریستینا تن بروک (۱۷۱۸–۱۸۰۱) ازدواج کرد. کریستینا دختر دیرک تن بروک (۱۶۸۶–۱۷۵۱) و مارگاریتا کویلر (۱۶۸۲–۱۷۸۳) بود. همچنین کریستینا خواهر شهردار آلبانی، آبراهام تن بروک و بزرگ‌ترین نوه دختری شهردار آلبانی، دیرک وسلسه تن بروک (۱۶۳۸–۱۷۱۷) از طرف پدربزرگ مادری‌اش (۱۶۶۴–۱۷۴۷) بود. فیلیپ و کریستینا با هم نُه فرزند داشتند.

### وفات
لیوینگستون به‌طور ناگهانی هنگام شرکت در جلسه ششم کنگره در یورکِ پنسیلوانیا، درگذشت و در گورستان پراسپکت هیل همان‌جا دفن شد. لیوینگستون، یک پروتستان و یک ماسون بود. زمانی که او فوت کرد، دارایی‌هایش برای پرداخت بدهی‌هایش کافی نبودند و مجریان او از اداره املاک او، صرف نظر کردند. در ۲۵ فوریه ۱۷۸۵، قانون‌گذار نیویورک، قانونی برای واگذاری دارایی فیلیپ لیوینگستون، ارباب و فوت شده، تصویب کرد. متولیان برای پرداخت دیون وی و سایر اهداف ذکر شده در آن، پسر او فیلیپ فیلیپ لیوینگستون، آیزاک روزولت و رابرت سی لیوینگستون، برادرزاده او که پسر رابرت لیوینگستون، سومین لرد مانور بود را به عنوان وارث و امین نامیدند. متولیان مسئولیت اداره «اموال لیوینگستون، پرداخت تمام بدهی‌ها و تصفیه میراث مالی» را بر عهده داشتند. پس از مرگ پسرش؛ کشیش جان هنری لیوینگستون در ۱۷۸۸، داماد او؛ هنری بروکهلست لیوینگستون و برادرزاده او؛ الکساندر همیلتون به عنوان مجریان وصیت‌نامه توسط توماس جونز، منصوب شدند.

## میراث
خیابان لیوینگستون و آکادمی فیلیپ لیوینگستون مگنت سابق، هر دو در آلبانیِ نیویورک، به نام او نام‌گذاری شده‌اند. یک مدرسه دولتی نیز در بروکلین، به نام پی اس ۲۶۱ در بروم هیل، به نام او نام‌گذاری شده‌است.